# Carlos Garaikoetxea

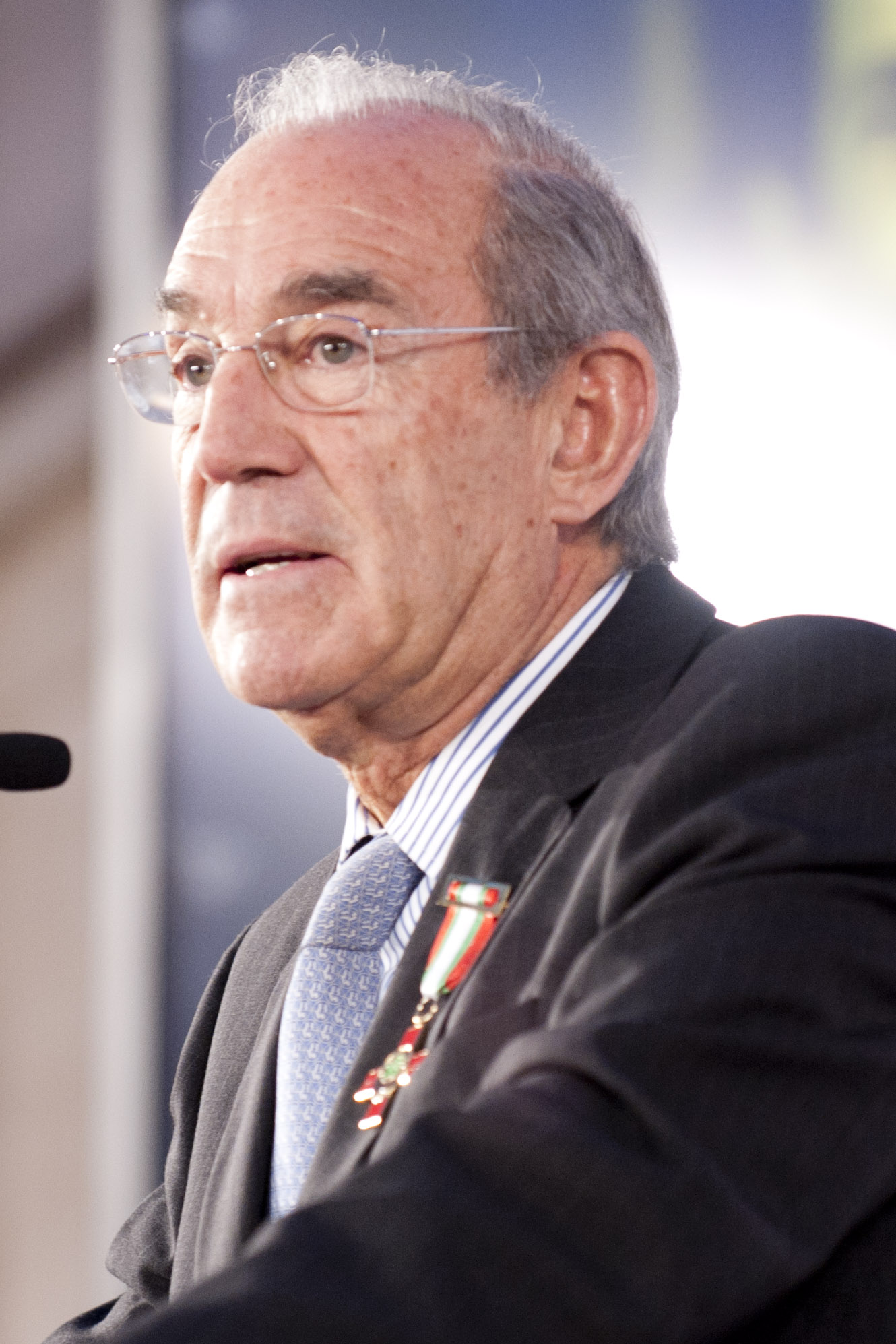
Carlos Garaikoetxea, 2011

Juan Carlos Garaikoetxa Urriza [gaɾaikoe'tʃea] (* 2. Juni 1938 in Pamplona/Navarra in Spanien) ist ein baskisch-navarresischer Politiker und Anwalt. Garaikoetxea war von 1980 bis 1985 Ministerpräsident der autonomen Region Baskenland (Lehendakari). Er war damals Mitglied der baskisch-nationalistischen Partei PNV.
Garaikoetxea war der erste offizielle Ministerpräsident der autonomen Region Baskenland nach dem Ende der Franco-Diktatur. Seine Amtszeit war daher vor allem durch den vollständigen Neuaufbau einer vorher inexistenten Regierung gekennzeichnet. Er war an der Übergabe verschiedener Kompetenzen vom spanischen Staat an die Region Baskenland beteiligt, wie z. B. der Polizei Ertzaintza, des baskischen Gesundheitsdienstes Osakidetza, der Rundfunk- und Fernsehanstalt EITB u. a.
Aufgrund parteiinterner Streitigkeiten wurde Carlos Garaikoetxea 1985 als Lehendakari vom PNV-Politiker José Antonio Ardanza abgelöst. 1986 gründete er daraufhin als PNV-Abspaltung die Partei Eusko Alkartasuna. Bis 1999 hatte er deren Vorsitz inne. Von 1986 bis 1999 war er Abgeordneter des baskischen Parlaments sowie von 1987 bis 1991 Abgeordneter des Europäischen Parlaments.
Im November 1999 zog sich Garaikoetxea aus dem politischen Leben zurück, den Parteivorsitz übernahm seine Nachfolgerin Begoña Errazti.